# Mickiewicze (obwód brzeski)
Mickiewicze (biał. Міцкевічы) – wieś na Białorusi w rejonie baranowickim obwodu brzeskiego, 25 km na zachód od Zaosia i 25 km na północny zachód od Baranowicz. Wchodzi w skład mołczadzkiej rady wiejskiej.
Wieś magnacka położona była w końcu XVIII wieku w powiecie słonimskim województwa nowogródzkiego.
Znajduje tu się stacja kolejowa Mickiewicze, leżąca na linii Równe – Baranowicze – Lida – Wilno.